# Mile Braach
Mile Braach, geborene Emilie Marie Auguste Hirschfeld (* 3. März 1898 in Frankfurt am Main; † 23. August 1998 ebenda), war eine deutsche Chronistin und Unternehmerin.

## Familie
Emilie Hirschfeld wurde als erste Tochter des Frankfurter Lederfabrikanten Otto Hirschfeld (1866–1952) geboren. Ihre jüngere Schwester Erna, später verheiratete Werkhäuser, wurde 1902 geboren († 1995).
Nach der Volksschule besuchte Emilie Hirschfeld die Schillerschule.
Emilie Hirschfeld heiratete 1920 den Journalisten, Musikwissenschaftler, Regisseur und späteren Intendanten des Stadttheaters Mönchengladbach, Johannes Heinrich Braach (1887–1940). Im Jahr 1921 wurde ihre Tochter Bergit, später verheiratete Forchhammer († 2011), geboren.

## Wirken
Ab dem Jahr 1927 schrieb Mile Braach für verschiedene Zeitschriften. 1929, während der Weltwirtschaftskrise, wurde ihr Ehemann Chefredakteur der Dorfzeitung in Hildburghausen. Aus diesem Grund zog die kleine Familie nach Thüringen. 1933, im Jahr der nationalsozialistischen Machtergreifung, kehrte die Familie wieder nach Frankfurt am Main zurück.
Nach den Nürnberger Rassegesetzen wegen ihres jüdischen Vaters als „jüdischer Mischling ersten Grades“ klassifiziert, erhielt Mile Braach ab 1935 von der Reichsschrifttumskammer Publikationsverbot. Von 1935 bis 1945 arbeitete sie stattdessen als Filialleiterin des Miederwarengeschäftes Kalasiris in Frankfurts Kaiserstraße.
Ihre Tochter Bergit arbeitete Ende der 1930er als Schreibkraft für Rudolf Schlosser im kleinen Frankfurter Büro der Quäker in der Hochstraße. Zwischen der Pogromnacht 1938 und Kriegsbeginn standen dort die Hilfesuchenden und Ausreisewilligen im Treppenhaus Schlange.
1939 emigrierte auch die siebzehnjährige Bergit Braach in das Vereinigte Königreich. 1940 verstarb Emilie Braachs Ehemann Johannes Heinrich Braach.
Ihre Eltern wurden im September 1941 aus ihrer Wohnung vertrieben, sie zogen daraufhin in die Wohnung ihrer Tochter Emilie. Dort war ihr Vater Otto Hirschfeld dann ohne den von den Nazis für alle männlichen Juden vorgeschriebenen Namenszusatz „Israel“ gemeldet. Dies fiel bis zum März 1945 nicht auf, dann jedoch erhielt er von der Gestapo eine schriftliche Vorladung. Emilie Braach machte sich umgehend auf die Suche nach einem Versteck und fand dies bei einer Bekannten in Bad Homburg vor der Höhe. Dort tauchten alle gemeinsam bis zum Kriegsende unter.
Vier Wochen nach Kriegsende suchte und fand ihre Tochter Bergit, aufgrund ihrer Sprachkenntnisse als Zivilbeschäftigte (Allied Civilian Employee) der US-Armee nach Frankfurt am Main gekommen, ihre Mutter Emilie und ihre Großeltern.
Von 1946 bis 1988 war Mile Braach Mitinhaberin eines Lederwarengroßhandels, den sie zusammen mit ihrem über achtzigjährigen Vater aufbaute.
1987 gab ihre Tochter Bergit Forchhammer die Briefe als Buch heraus, die ihre Mutter ihr während des Zweiten Weltkrieges nach England geschrieben hatte. Keiner davon hatte sie damals erreicht.
Inzwischen über 90 Jahre alt, begann Mile Braach mit ihrer schriftstellerischen Arbeit und verarbeitete ihre Lebenserinnerungen, unter anderem in einer autobiographischen Erzählung. Daneben hielt sie vielfach literarische Vorträge, besuchte das Frankfurter Erzählcafé und Schulen, um dort als Zeitzeugin des Dritten Reiches Rede und Antwort zu stehen.
Sie wurde auf dem Frankfurter Hauptfriedhof beigesetzt, Gewann J 727.

## Werke
- Johann Wilhelm Abraham Jäger 1718–1790. Eine firmengeschichtliche Dokumentation. In: Archiv für Frankfurts Geschichte und Kunst AFGK 63 (1997), ISSN 0341-8324, S. 239–301
- Wenn meine Briefe Dich erreichen könnten. Hrsg. Bergit Forchhammer (= Fischer Taschenbuch. 5658). Fischer Taschenbuch Verlag, Frankfurt am Main 1987, ISBN 3-596-25658-5.
- Rückblende. Erinnerungen einer Neunzigjährigen (= Fischer Taschenbuch. 11346). Fischer Taschenbuch Verlag, Frankfurt am Main 1992, ISBN 3-596-11346-6.
- Marie Eleonore Pfungst 1862–1943 (= Fritz-Bauer-Institut: Biographien. 1). Fritz-Bauer-Institut, Frankfurt am Main 1997, ISBN 3-932883-15-2.
- mit Bergit Forchhammer: Ferne Nähe (= Fischer Taschenbuch. 13741). Fischer Taschenbuch Verlag, Frankfurt am Main 1997, ISBN 3-596-13741-1.

## Ehrungen
- 1990 – Verdienstorden der Bundesrepublik Deutschland
- 1994 – Johanna-Kirchner-Medaille
- 1998 – Ehrenplakette der Stadt Frankfurt am Main